# Aeroportul Lastoursville
Aeroportul Lastoursville (IATA: LTL, ICAO: FOOR) este un aeroport din Provincia Ogooué-Lolo, Gabon.
Situat la o altitudine de 483 m, aeroportul dispune de o singură pistă.